# Adolph Theodor Kupffer

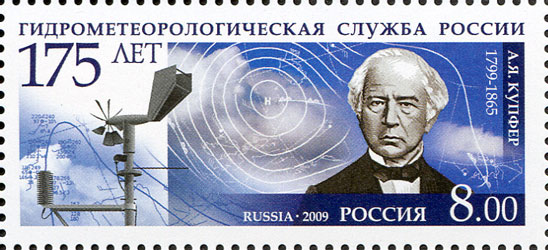
Adolph Theodor Kupffer på ryskt frimärke (2009)

Adolph Theodor Kupffer (ryska: Адольф Яковлевич Купфер Adolf Jakovlevitj Kupfer), född 6 januari 1799 i Mitau, död 23 maj 1865 i Sankt Petersburg, var en rysk (balttysk) meteorolog och fysiker.
Kupffer studerade medicin i Dorpat, mineralogi i Berlin, kemi i Göttingen och till sist (1821-22) kristallografi i Paris. År 1824 blev han professor i fysik och kemi i Kazan och 1843 direktör för Rysslands magnetisk-meteorologiska centralanstalt. Av hans många arbeten, av vilka de flesta publicerades i Johann Christian Poggendorffs "Annalen", behandlar de första kristallografi. Senare följde en lång rad avhandlingar om Rysslands och Nordasiens magnetiska och klimatologiska förhållanden.